# FIA-F4選手権
FIA-F4選手権（エフアイエー エフフォーせんしゅけん、JAPANESE FIA-F4 CHAMPIONSHIP）は2015年より日本で開催されている自動車レースの1カテゴリである。国際自動車連盟 (FIA) が公認するフォーミュラ4 (F4) 選手権（F4 Championship Certified by FIA） のひとつ。

## 概要
FIA-F4はレーシングカート出身者向けの入門フォーミュラとして、日本では2015年にスタートした。それ以前はフォーミュラチャレンジ・ジャパン (FCJ) が同カテゴリとして開催されていたが、2013年に休止した。その後を受け継ぐ形でSUPER GTを主催するGTアソシエイション (GTA) が2014年に運営団体として名乗りを上げ、服部尚貴がプロジェクトリーダーに就任。2015年よりSUPER GTでサポートレースとして開催されている（一部ラウンドを除く）。なお、1993年から国内独自シリーズとして開催されているFormula Beat (旧JAF-F4) とは運営組織も車両規格も異なる。
日本自動車レース工業会（JMIA）主導により開発された専用F4車両のワンメイクとし、イコールコンディションとコスト抑制が図られている。また、下位カテゴリからの参加者支援として、オーディション合格者に1年間のスカラシップを与える「FIA-F4 JAPANESE CHALLENGE」を2017年から行っている。
FIA-F4選手権参戦のメリットとして、国内自動車レースの最高峰カテゴリのひとつであるSUPER GTと併催されることで、メーカーやスポンサー、観客に対するアピール度が高まることが挙げられる。レース映像はGTAテレビが制作し、SUPER GTのレース中継を行うJ SPORTSでダイジェスト放送されているほか、テレビ東京系列の「SUPER GT+」(2022年3月終了)でも取り上げられることがある。
ホンダ・フォーミュラ・ドリーム・プロジェクト（HFDP）、TGRドライバー・チャレンジ・プログラム（TGR-DC）といったメーカー系の育成ドライバーが参戦しており、成績優秀者は上位の全日本スーパーフォーミュラ・ライツ選手権、SUPER GTへステップアップしている。その一方、趣味として参加するレーサーもおり、毎戦30台前後のエントリーを集める賑わいを見せている。

## 開催方式
- ドライバーの参加資格は「限定国内競技運転者許可証A」以上、「国際ドライバーライセンスB」以下の競技ライセンス所持者。ただし、過去3年間に上位カテゴリ（F3、F2、スーパーフォーミュラ）のレースで3位以内に入賞した者は参加できない。レース出場実績とJAF公認コースにおけるスポーツ走行経験時間も条件となる。
- 競技は1ラウンドあたり予選1回・決勝2レース制。選手権は7ラウンド計14レースで行われる。
  - 木曜午後・金曜午前にそれぞれ90分間の練習走行を行い、土曜日に20-30分間の公式予選を行う。各々のベストタイムで決勝レース1、セカンドベストタイムで決勝2のスターティンググリッドが決定する。
  - 土曜日に決勝レース1、日曜日に決勝レース2を行う。それぞれレース距離60kmまたは最大30分間。
  - タイヤは木・金曜は2セット、予選から2回の決勝レースの間は1セットしか使用できない。
  - SUPER GTの国内ラウンドが1つ減る2020年は、当初2つのラウンドで3レース制を予定していた（6ラウンド14レース）が、新型コロナウイルス感染症の影響のため、本年はSUPER GT第5戦以降の4ラウンド12レース（全ラウンドで3レース制）が開催される。土曜日に決勝レース1・2、日曜日にレース3を行い、レース3のグリッドはレース1のベストラップで決定される。また、予選・3回の決勝で計2セットのタイヤが使用可能となる[3][4]。
- 入賞ポイントはJAF地方選手権規定に則り上位10位までに20-15-12-10-8-6-4-3-2-1点が与えられる。初年度のみ全得点の80%を対象とする有効ポイント制が採用された。
- GTA独自の表彰として、JAF地方選手権対象とならない海外ライセンス参加者も含めた「GTAアワード」が授与される。また、2018年から女性ドライバーや40歳以上のジェントルマンドライバーの健闘を称える「インディペンデントカップ」が制定された。
- FIAスーパーライセンス取得に必要となるポイントは年間成績上位7名までに12-10-7-5-3-2-1点が与えられる。

## マシン
| 童夢F110 |  | トムス・TZR42 |
| 童夢F110 |  | トムス・TZR42 |

童夢・F110（2015年-2023年）
- 車両規則は2015年から2019年までの5年間は固定される。
- エンジンはトヨタ・ZRエンジンをベースにしたトムス製の2リッターNA直列4気筒「TZR42」、ギアボックスは戸田レーシング製6速シーケンシャルミッション（パドルシフト）。
- マシン開発は日本自動車レース工業会 (JMIA) が主導し、トヨタもトヨタテクノクラフトを通じて開発を後援する。
- タイヤはダンロップ、ホイールはTWS RACINGのワンメイク。
- ブレーキは7メーカーの中から選択可能。使用ブランド名のステッカーをリアウィング翼端板に提示する。

東レ・カーボンマジック・MCS4-24（2024年-）
- FIAの安全基準改訂に伴いHaloを標準装備する。
- エンジンはトヨタ・M20A-FKSをベースにした、トムス製の2リッターNA直列4気筒「TMA43」。TZR42より約20ps出力が上がり、約180psを発揮する。
- タイヤはダンロップが引き続き供給する。

## 歴代勝者

### ドライバー部門
| 年     | ドライバー | 所属チーム （車名）                                                      |
| ------ | ---------- | ------------------------------------------------------------------------ |
| 2015年 | 坪井翔     | TOM'S SPIRIT （FTRSスカラシップF4）                                      |
| 2016年 | 宮田莉朋   | トムス・スピリット （FTRSスカラシップF4）                                |
| 2017年 | 宮田莉朋   | TOM'S SPIRIT （FTRSスカラシップF4）                                      |
| 2018年 | 角田裕毅   | Honda フォーミュラ・ドリーム・プロジェクト （HFDP/SRS/コチラレーシング） |
| 2019年 | 佐藤蓮     | Honda フォーミュラ・ドリーム・プロジェクト （SRS/コチラレーシング）      |
| 2020年 | 平良響     | TGR-DC Racing School （TGR-DC RS トムススピリットF4）                    |
| 2021年 | 野中誠太   | TGR-DC Racing School （TGR-DC RS トムススピリットF4）                    |
| 2022年 | 小出峻     | Honda フォーミュラ・ドリーム・プロジェクト （HFDP RACING TEAM）          |
| 2023年 | 小林利徠斗 | TGR-DC Racing School （TGR-DC RS トムススピリットF4）                    |
| 2024年 | 野村勇斗   | HFDP with B-MAX Racing Team （HFDP with B-MAX）                          |

### チーム部門
| 年     | チーム                                     | チーム                                     |
| ------ | ------------------------------------------ | ------------------------------------------ |
| 2015年 | TOM'S SPIRIT                               | TOM'S SPIRIT                               |
| 2016年 | Honda フォーミュラ・ドリーム・プロジェクト | Honda フォーミュラ・ドリーム・プロジェクト |
| 2017年 | Honda フォーミュラ・ドリーム・プロジェクト | Honda フォーミュラ・ドリーム・プロジェクト |
| 2018年 | Honda フォーミュラ・ドリーム・プロジェクト | Honda フォーミュラ・ドリーム・プロジェクト |
| 2019年 | Honda フォーミュラ・ドリーム・プロジェクト | Honda フォーミュラ・ドリーム・プロジェクト |
| 2020年 | TGR-DC Racing School                       | TGR-DC Racing School                       |
| 2021年 | TGR-DC Racing School                       | TGR-DC Racing School                       |
| 2022年 | Honda フォーミュラ・ドリーム・プロジェクト | Honda フォーミュラ・ドリーム・プロジェクト |
| 2023年 | TGR-DC Racing School                       | TGR-DC Racing School                       |
| 年     | チャンピオンクラス                         | インディペンデントクラス                   |
| 2024年 | HFDP with B-MAX Racing Team                | B-MAX Racing Team                          |

### インディペンデントカップ
| 年     | ドライバー         | 所属チーム （車名）                                                  |
| ------ | ------------------ | -------------------------------------------------------------------- |
| 2018年 | 植田正幸           | Rn-sports （Rn-sports 制動屋 F110）                                  |
| 2019年 | 佐藤セルゲイビッチ | フィールドモータースポーツ （結婚の学校 フィールドモータースポーツ） |
| 2020年 | 佐藤セルゲイビッチ | フィールドモータースポーツ （結婚の学校 フィールドモータースポーツ） |
| 2021年 | HIROBON            | Rn-sports （Rn-sports Andare）                                       |
| 2022年 | 鳥羽豊             | HELM MOTORSPORTS （HELM MOTORSPORTS F110）                           |
| 2023年 | 藤原誠             | B-MAX RACING TEAM （B-MAX ENGINEERING）                              |
| 2024年 | DRAGON             | B-MAX RACING TEAM （B-MAX TEAM DRAGON）                              |

## テーマソング
テーマソングをdoaが担当している。
- HERO (2016年～2021年)
- WILD BEATS (2022年～2023年)
- Believe In Yourself (2024年～)